# Enteropsis abbotti
Enteropsis abbotti — вид щелепоногих ракоподібних ряду Cyclopoida. Зустрічається на півночі Атлантичного океану біля берегів Європи на глибині до 50 м. Паразитує у морських ліліях.